# Тарин, Родриго
Родриго Тарин Игон (исп. Rodrigo Tarín Higón; 5 июля 1996, Чива, Испания) — испанский футболист, защитник клуба «Овьедо».

## Карьера
Тарин — воспитанник клубов «Валенсия» и «Барселона». В 2015 году для получения игровой практики Родриго начал выступать за дублирующий состав последнего. 22 августа в матче против «Корнельи» он дебютировал в Сегунде B. Летом 2018 года Тарин перешёл в «Леганес», заключив с клубом соглашение на 3 года. 26 сентября в матче против своей бывшей команды «Барселоны» он дебютировал в Ла Лиге. В 2020 году клуб вылетел в Сегунду, но игрок остался в команде.
В начале 2022 года Тарин перешёл в «Овьедо», подписав контракт на 3,5 года. 20 февраля в матче против «Бургоса» он дебютировал за новую команду.